# Turismul în Suedia
Suedia are un turism predominant cultural, fiind a 21-a cea mai vizitată țară din lume după numărul de turiști.